# Laax
Laax (tyska; det rätoromanska namnet Lags används sällan ens i rätoromansk skrift) är en ort och kommun i regionen Surselva i kantonen Graubünden, Schweiz. Kommunen har 2 112 invånare (2023).
Kommunens namn har ingenting med laxfiskar att göra, trots att kommunvapnet föreställer en. Lags är rätoromanska och betyder "sjöar". Namnet syftar på att kyrkbyn ligger mellan sjöarna Lag Setg (nu uttorkad) och Lag Grond. Surselva är annars en sjöfattig region.

## Språk
Traditionellt har så gott som hela befolkningen haft surselvisk rätoromanska som modersmål. Under andra halvan av 1900-talet har dock andelen tyskspråkig ökat kraftigt, huvudsakligen genom inflyttning som en följd av turistnäringens expansion. (Folkmängden har nästan femdubblats sedan 1960.) Den rätoromanska befolkningen har också ökat, men de tyskspråkiga har ökat ännu mer, och vid folkräkningen 2000 hade halva befolkningen tyska som huvudspråk. Språket i skolan är alltjämt rätoromanska. Kommunen är officiellt enspråkigt rätoromansk, men i praktiken tvåspråkig. 

## Religion
Församlingen i Laax är katolsk, och den reformerta minoriteten söker kyrka i grannkommunen Sagogn.

## Arbetsliv
Det lokala näringslivet domineras av turism och vintersport, och befolkningstillväxten är hög. 40% av de förvärsarbetande pendlar ut från Laax, främst till de närbelägna städerna Ilanz och Chur. Inpendlingen från grannkommunerna är dock ännu större än utpendlingen.